# Sharpes grijsbok
De Sharpes grijsbok (Raphicerus sharpei)  is een zoogdier uit de familie van de holhoornigen (Bovidae). De wetenschappelijke naam van de soort werd voor het eerst geldig gepubliceerd door Thomas in 1897.

## Voorkomen
De soort komt voor in Botswana, Democratische Republiek Congo, Malawi, Mozambique, Namibië, Swaziland, Tanzania, Zambia, Zimbabwe en Zuid-Afrika.